# 2011 في كوريا الشمالية
فيما يلي قوائم الأحداث التي وقعت خلال عام 2011 في كوريا الشمالية.

## سياسة

### تعيين في المنصب
- 17 ديسمبر – كم جونغ أون الزعيم الأعلى لكوريا الشمالية.

### انتهاء فترة المنصب
- 17 ديسمبر – كم جونغ إل الزعيم الأعلى لكوريا الشمالية، الأمين الأول لحزب العمال الكوري.

## رياضة
- 1 يناير – الدوري الكوري الشمالي لكرة القدم 2011 الفائز نادي 25 أبريل.
- 1 يناير – الدوري الكوري الشمالي لكرة القدم 2011 الفائز نادي 25 أبريل.

## وفيات

### أغسطس
- 5 أغسطس – باك سيونغ زن (مواليد 1941) لاعب كرة قدم كوري شمالي.

- 17 ديسمبر - كيم جونغ إل، إثر نوبة قلبية.